# Наполов Сергій Миколайович
Сергі́й Микола́йович Напо́лов (нар. 27 січня 1996, Чернігів, Україна) — український футболіст, півзахисник польського клубу ГКС (Белхатув). Колишній гравець юнацьких збірних України U-17 та U-19.

## Життєпис

### Ранні роки
Вихованець ДЮСШ київського РВУФК та донецького «Металурга». Із 2009 по 2013 рік провів у чемпіонаті ДЮФЛ 51 матч, забивши 8 голів.

### Клубна кар'єра

#### «Металург»
20 березня 2013 року дебютував у юнацькій (U-19) команді донеччан у домашньому матчі проти полтавської «Ворскли». За молодіжну (U-21) команду дебютував 28 листопада того ж року в домашньому поєдинку знову проти «Ворскли».

#### «Металіст»
Улітку 2015 року став гравцем харківського «Металіста». 1 серпня того ж року дебютував за молодіжну (U-21) команду харків'ян у домашньому матчі проти «Олександрії». 23 квітня 2016 року дебютував у Прем'єр-лізі у виїзному поєдинку проти дніпродзержинської «Сталі», вийшовши у стартовому складі. Перший гол за «Металіст» забив 14 травня того ж року на 93-й хвилині домашньої гри проти київського «Динамо». Загалом провів 4 зустрічі (забив 1 м'яч) у Прем'єр-лізі.

#### «Металіст 1925»
Після завершення сезону 2015/16 перейшов до лав новоствореного аматорського клубу «Металіст 1925», у складі якого дебютував 21 серпня 2016 року у виїзному матчі проти «Інгульця-3», відзначившись на 32-й хвилині поєдинку гольовою передачею на Владислава Краєва. 25 серпня стало відомо, що керівництво «Інгульця» після завершення гри домовилось із Наполовим про його перехід до лав петрівської команди, що викликало обурення у представників харківського клубу. 23 грудня 2016 року стало відомо, що Сергій залишив «Металіст 1925», у складі якого загалом провів 10 зустрічей та забив 3 голи в аматорському чемпіонаті.

#### «Хробри»
Із 19 січня 2017 року по 1 січня 2019 року був гравцем польського клубу «Хробри» з міста Глогув. У цей період зіграв у першій лізі чемпіонату Польщі 49 матчів і відзначився одним голом, ще дві гри зіграв у кубку Польщі.

### Збірна
Із 2012 по 2014 рік грав у складі юнацьких збірних України U-17 та U-19.

## Статистика
Статистичні дані наведено станом на 12 листопада 2016 року
| Клуб                 | Ліга         | Сезон   | Чемпіонат | Чемпіонат | Кубок | Кубок | U-21 | U-21 |
| Клуб                 | Ліга         | Сезон   | Ігри      | Голи      | Ігри  | Голи  | Ігри | Голи |
| -------------------- | ------------ | ------- | --------- | --------- | ----- | ----- | ---- | ---- |
| «Металург» (Донецьк) | Прем'єр-ліга | 2013/14 |           |           |       |       | 2    | 0    |
| «Металург» (Донецьк) | Прем'єр-ліга | 2014/15 |           |           |       |       | 23   | 2    |
| «Металіст»           | Прем'єр-ліга | 2015/16 | 4         | 1         |       |       | 17   | 2    |
| «Металіст 1925»      | ААФУ         | 2016/17 | 10        | 3         |       |       |      |      |